# Troussencourt
 Troussencourt  es una población y comuna francesa, en la región de Picardía, departamento de Oise, en el distrito de Clermont y cantón de Breteuil (Oise).

## Demografía
| 230 | 253 | 217 | 224 | 237 | 282 |
| Para los censos de 1962 a 1999 la población legal corresponde a la población sin duplicidades (Fuente: INSEE [Consultar]) |     |     |     |     |     |